# La Closa (Súria)
la Closa és una masia al terme de Súria (el Bages) protegida com a bé cultural d'interès local. Masia deshabitada del barri de Cererols, propera a la masia de les Comes. En estat ruïnós, sols conserva en peu les seves parets. La seva estructura denota que devia ésser una caseria important. La coberta, que fou treta per por que s'enderroqués, era de teula. De planta relativament regular, té un petit absis a la part posterior (vestigis d'una capella?). A la façana principal, molt tancada per diferents cossos (possibles dependències per a animals), són visibles els diferents nivells o plantes. A mà esquerra de la casa hi ha un altre edifici d'una planta, dividit en dues naus.
L'any 1860 dels dos edificis que engloba la masia, un era habitat i l'altra no. Se sap que l'any 1887, el 31 de desembre era la residència de 12 persones.